# Hits! The Very Best Of Erasure
Hits! The Very Best Of Erasure — збірка англійської групи Erasure, яка була випущена 28 жовтня 2003 року.

## Композиції
1. Oh L'amour — 3:11
2. Sometimes — 3:41
3. Victim of Love — 3:43
4. Ship of Fools — 4:02
5. Chains of Love — 3:45
6. A Little Respect — 3:33
7. Stop! — 2:57
8. Blue Savannah — 4:20
9. Chorus — 4:29
10. Love To Hate You — 3:57
11. Breath of Life — 3:56
12. Lay All Your Love on Me — 4:44
13. Take a Chance on Me — 3:46
14. Voulez-Vous — 5:31
15. Always — 4:03
16. Stay With Me — 4:44
17. In My Arms — 3:29
18. Freedom — 2:55
19. Solsbury Hill — 4:19
20. Oh L'amour — 3:08

## Учасники запису
- Вінс Кларк — вокал
- Енді Бел — синтезатор, басс

## Чарти
| Чарт (2003)                                  | Найвища позиція |
| -------------------------------------------- | --------------- |
| Czech Albums (ČNS IFPI)                      | 50              |
| Німеччина German Albums (Offizielle Top 100) | 54              |
| Шотландія Scottish Albums (OCC)              | 14              |
| Велика Британія UK Albums (OCC)              | 15              |
| США Dance/Electronic Albums (Billboard)      | 2               |

## Сертифікації
| Регіон                                             | Сертифікація | Продажі  |
| -------------------------------------------------- | ------------ | -------- |
| Велика Британія (BPI)                              | Платиновий   | 300 000^ |
| ^відвантаження, що базуються лише на сертифікаціях |              |          |